# Райна Касабова
Райна Василева Каса̀бова е българска милосърдна сестра и първата жена в света, участвала в боен полет.

## Биография
Родена е на 1 юли 1897 г. в Карлово. Завършва самарянски курс през 1912 г.
По време на Балканската война служи като доброволка-самарянка в Първа полева подвижна болница край Одрин. На 30 октомври 1912 г. лети като пилот наблюдател със самолет „Воазен“ над Одрин с командир подпоручик Стефан Калинов и механик Илия Младенов, което я прави първата жена в света, участвала в боен полет. Излитат от Мустафа паша, като полетът им продължава 43 минути. От самолета тя хвърля позиви с призив за спиране на кръвопролитията над позициите на противника в Одрин.
Почива в София на 25 май 1969 г.
През 2009 г. ледник Райна Касабова на Земя Греъм в Антарктика е наименуван на Райна Касабова.
В индустриалната зона на град Божурище има улица на нейно име. 

## Награди
- Възпоменателен медал за участие в Балканските войни (1912-1913) (16 април 1940)